# Ärkebiskopens palats, Split
Ärkebiskopens palats (kroatiska: Nadbiskupska palača) är ett palats i Split i Kroatien. Byggnaden uppfördes 1901–1904 i nyrenässansstil och ligger sydöst om Diocletianus palats i den centrala delen av Split. Palatset är säte för ärkebiskopen av Split-Makarskas ärkestift.

## Historik
Efter att ärkebiskopens tidigare säte i Diocletianus palats brunnit ner uppfördes en ny byggnad (Ärkebiskopens palats) strax sydöst om det forna romerska palatset. Det nya palatset kom att tjäna som ärkebiskopens och prelaternas säte. 
Den 4 januari 1944 skadades byggnaden svårt sedan de allierade med flyg inlett bombräder mot Split. År 1948 förstatligade de nya kommunistiska myndigheterna byggnaden. 
År 1998, efter att Kroatien lämnat den sydslaviska federationen Jugoslavien, återbördade de kroatiska myndigheterna palatset till den romersk-katolska kyrkan. Detta blev även startskottet för palatsets renoveringen och samma år besöktes palatset av den dåvarande påven Johannes Paulus II.